# Batrisodes beyeri
Batrisodes beyeri är en skalbaggsart som beskrevs av Schaeffer 1906. Batrisodes beyeri ingår i släktet Batrisodes och familjen kortvingar. Inga underarter finns listade i Catalogue of Life.